# Daniel Angelici
Daniel Angelici (Buenos Aires, 3 de mayo de 1964) es un empresario del juego, abogado, dirigente deportivo argentino y dirigente político de la Unión Cívica Radical. También ejerció la vicepresidencia de la Asociación del Fútbol Argentino. Contando con el apoyo de Mauricio Macri, ganó la presidencia del Club Atlético Boca Juniors el 4 de diciembre de 2011, derrotando al entonces presidente Jorge Amor Ameal. En los comicios del 2015 fue reelegido con el 43.78% de los votos, logrando de esa manera continuar su mandato hasta diciembre de 2019.
Durante su juventud militó en la agrupación Franja Morada de la Facultad de Derecho de la UBA. Fue, en aquel entonces, un armador de alianzas de radicales y macristas. Desde hace tiempo que ha tenido gran cercanía al Poder Judicial, especialmente en la Ciudad de Buenos Aires. Llegó a ser uno de los empresarios más importantes de juegos de azar de la Argentina. Esto lo llevó a ser titular de la Cámara Argentina de Salas de Bingos y Anexos (Casba), con intereses en cinco sociedades de apuestas y un stud de caballos de carrera. Integró la llamada "Mesa Judicial", bajo la dirección del entonces presidente Mauricio Macri.

## Trayectoria en Boca
Se desempeñó hasta 2010 como tesorero del club durante la gestión de Jorge Amor Ameal. Fue el eje de una polémica en 2010 cuando se opuso a la renovación del contrato del ídolo del club, Juan Román Riquelme, porque según él, la institución no podía hacer frente al pago de un contrato alto en dólares por cuatro años de un jugador de edad avanzada. Finalmente, la renovación del contrato se llevó a cabo debido al gran interés del expresidente del club Jorge Amor Ameal en seguir contando con Juan Román Riquelme en el equipo y Angelici renunció a su cargo como tesorero del club.
En 2011 decidió presentarse como candidato a la presidencia con apoyo del entonces Jefe de Gobierno de Buenos Aires, Mauricio Macri, con la agrupación "La Mitad+Vos". Angelici ganó con el 54% de los votos. Así venció al candidato oficialista, Jorge Amor Ameal. El 14 de diciembre asumió como nuevo presidente de Boca Juniors hasta el año 2015.

#### Elecciones 2011
| Candidato                   | Candidato                   | Vice                        | Agrupación                | Votos  | %       |
| --------------------------- | --------------------------- | --------------------------- | ------------------------- | ------ | ------- |
|                             | Daniel Angelici             | Oscar Moscariello           | La mitad+vos              | 10 431 | 55,00%  |
|                             | Jorge Amor Ameal            | José Beraldi                | Frente de Unidad Boquense | 8 784  | 45,00%  |
| Votos sin contar            | Votos sin contar            | Votos sin contar            |                           | 5.309  |         |
| Total de sufragios emitidos | Total de sufragios emitidos | Total de sufragios emitidos |                           | 24 524 | 100,00% |

El 6 de diciembre de 2015, y tras haber obtenido en ese año el Campeonato de Primera División y la Copa Argentina 2015, se celebraron elecciones nuevamente en el club. Tras una elección récord para la institución, en la que votaron 26.136 socios, Daniel Angelici logró ser reelegido con el 43.78% —11 421 votos—, contra el 30.91% del expresidente Jorge Amor Ameal y el 25.13% del candidato opositor José Beraldi. De esta forma, estuvo en el cargo cuatro años más hasta diciembre de 2019, con Rodolfo "Royco" Ferrari como vicepresidente.

#### Elecciones 2015
| Candidato                   | Candidato                   | Vice                        | Agrupación      | Votos  | %       |
| --------------------------- | --------------------------- | --------------------------- | --------------- | ------ | ------- |
|                             | Daniel Angelici             | Rodolfo Ferrari             | La mitad+vos    | 11 421 | 42,78%  |
|                             | Jorge Amor Ameal            | Mario Pergolini             | Juntos por Boca | 8 063  | 30,97%  |
|                             | José Beraldi                | Rómulo Zemborain            | Pasión por Boca | 6 549  | 25,16%  |
| Total de votos válidos      | Total de votos válidos      | Total de votos válidos      |                 | 26 033 | 99,80%  |
| Votos nulos y blancos       | Votos nulos y blancos       | Votos nulos y blancos       |                 | 50     | 00,20%  |
| Total de sufragios emitidos | Total de sufragios emitidos | Total de sufragios emitidos |                 | 26 083 | 100,00% |

Fuente: Canchallena

## Comisión Directiva en Boca[10][11]

### Comisión Directiva 2011-2015
- Presidente : Daniel Angelici
- Vicepresidente: Oscar Moscariello
- Vicepresidente 2: Juan Carlos Crespi
- Vicepresidente 3: Rodolfo Ferrari
- Secretario General: Cesar Martucci
- Prosecretario Gral: Marcelo London
- Secretario de Actas: Jose Requejo
- Tesorero : Jorge Sanchez Cordova
- Protesorero: Carlos Aguas

### Comisión Directiva 2015-2019
- Presidente: Daniel Angelici
- Vicepresidente: Rodolfo Ferrari
- Vicepresidente 2: Horacio Paolini
- Vicepresidente 3: Dario Richarte
- Secretario Gral: Gustavo Ferrari (diciembre de 2015-diciembre de 2016)

Christian Gribaudo (diciembre de 2016-2019)
- Prosecretario Gral: Carlos Aguas
- Secretario de Actas: Pedro Orgambide
- Tesorero : Matias Ahumada
- Protesorero: Diego Lajst

## Gestión
En 2016 la diputada nacional, Elisa Carrió, señaló a Angelici como el "operador judicial" del presidente Mauricio Macri, lo que le valió varios cruces con el oficialismo y el inicio de una causa judicial.

### Boca Juniors
Durante su gestión se reabrió la inscripción de socios bajo la modalidad de "socio adherente" (idea realizada por la gestión anterior); la posibilidad otorgada a los actuales socios activos de inscribir como socios del club a sus hijos menores de 18 años ("Padre e hijo socio").
Se le criticó el hecho de continuar con la postura de gestiones anteriores de no vender entradas para simpatizantes de Boca Juniors en los partidos que el club juega de en La Bombonera por el torneo local. De esta manera, solo socios (activos y una pequeña cantidad limitada de socios adherentes que pagan su entrada) y abonados podían ingresar a los partidos que Boca jugaba por el campeonato argentino. Sin embargo, el club sí comenzó a vender localidades para el público general para los partidos que Boca disputó por la Copa Libertadores 2012. En la previa al primer partido internacional de la era Angelici, contra Fluminense, disputado en La Bombonera, él decidió que Boca cobrase a 100 pesos las entradas generales (comúnmente conocidas como "populares").
Otra situación que se le criticaba eran los excesivos y molestos controles que los socios del club debían afrontar cada vez que el equipo jugaba de local, aunque Angelici ya había aclarado en varias oportunidades que esa situación no tenía nada que ver con el club, sino que era por una disposición del Ministerio de Seguridad de la Nación.
El 5 de julio de 2012, Juan Román Riquelme abandona la institución. Como se menciona más arriba, dos años antes Angelici se había negado a renovarle al jugador. Finalmente, tan solo 6 meses después de que comenzase la gestión de Angelici como presidente, Riquelme decidió irse de Boca. Acto seguido, Angelici decidió tomarse 30 días de vacaciones, durante el mercado de pases, volviendo días antes del comienzo del siguiente torneo.
Durante la Copa Sudamericana 2012 hubo incidentes en el estadio de Boca y a los pocos días un enfrentamiento a los tiros entre socios del club. Sin embargo, Angelici se negó a aplicar el derecho de admisión, aduciendo que no había motivos para hacerlo. A comienzos de 2015 incorporó al equipo de fútbol ocho refuerzos, algunos traídos de Europa, como Daniel Osvaldo o Luciano Monzón, y otros con participación en la Copa Mundial de la FIFA Brasil 2014, como Nicolás Lodeiro.
En el año 2017 se filtran escuchas que dan cuenta de su injerencia en AFA y el Tribunal de Disciplina de la asociación, conducidos por Luis Segura y Fernando Mitjans respectivamente. Se observa que Angelici consigue bajar las fechas de suspensión de algunos jugadores de Boca. De la misma forma, logró acordar con el presidente de AFA, Luis Segura, para hablar con el árbitro Germán Delfino con el motivo de que éste no tuviese errores contra Boca durante el partido de Boca vs. Vélez, que definía el último cupo para la Libertadores 2015.

#### Torneos oficiales
| Título                   | Equipo       | País      | Año  |
| ------------------------ | ------------ | --------- | ---- |
| Copa Argentina 2011/12   | Boca Juniors | Argentina | 2012 |
| Copa Argentina 2014/15   | Boca Juniors | Argentina | 2015 |
| Primera División         | Boca Juniors | Argentina | 2015 |
| Primera División 2016/17 | Boca Juniors | Argentina | 2017 |
| Primera División 2017/18 | Boca Juniors | Argentina | 2018 |
| Supercopa Argentina 2018 | Boca Juniors | Argentina | 2018 |

### AFA
El 19 de mayo de 2015, Angelici renuncia a su cargo en la vicepresidencia segunda de la Asociación del Fútbol Argentino. Lo hizo tras el escándalo sucedido en el superclásico de la Copa Libertadores de 2015, cuando un miembro de la 12 agredió a jugadores de River Plate mientras estos volvían al campo de juego para disputar el complemento.

"Mi renuncia es indeclinable. En los nueve meses de transición desde que murió Julio Grondona no cambió nada. Las cosas que pasan se repiten y acá privan los intereses personales, por lo que están ganando los violentos (...) Pido disculpas por lo que sucedió en el partido con River. Es un papelón mundial y el fútbol está de luto. La semana pasada se nos murió un jugador, de San Martín de Burzaco y el jueves pasó esto"
Daniel Angelici, al Comité Ejecutivo de la AFA

El 29 de marzo de 2017, Angelici retoma la Vicepresidencia de la AFA, con Claudio Tapia ya establecido como Presidente de dicha asociación.
Durante su gestión, Angelici liberó cerca de 4000 entradas del partido Argentina-Perú por las eliminatorias. De las 4000, más de la mitad fueron a las manos de Rafael Di Zeo y Mauro Martín, los líderes de la barra brava, aunque ninguno de los dos podía ingresar a la cancha por tener problemas ante la justicia.

## Controversias
Según denunció la ONG La Alameda, Angelici posee una red de familiares, socios y allegados trabajando en el Estado, en organismos que van desde el Ejecutivo Nacional y el Gobierno de la Ciudad de Buenos Aires hasta la AFIP, la Justicia, el Consejo de la Magistratura porteño, la Auditoría General de la Ciudad, la Legislatura porteña, el Banco Ciudad, la Inspección General de Justicia (IGJ) porteña, el Instituto Previsional bonaerense, Lotería y Casinos, el Ministerio de Justicia y el Congreso de la Nación.
Como presidente de Boca, Angelici comenzó a tejer sus posiciones políticas colocando a personas de su estructura en sectores claves de la justicia pero también de la política. En Comisión Directiva de Boca Juniors se rodeó de a Darío Richarte, ex SIDE en tiempos de la Alianza y señalado responsable de la represión del 19 y 20 de diciembre de 2001 y del actual ministro de Justicia bonaerense Gustavo Ferrari, otro hombre vinculado a Inteligencia. En la Comisión de Boca estuvieron también Oscar Moscariello recientemente designado como embajador en Portugal, el diputado PRO Christian Gribaudo, el vicepresidente de Swiss Medical Pablo Herman e Hipólito Nosiglia como vocal suplente, cuarto hijo de Enrique "Coti" Nosiglia, histórico armador político radical en la Ciudad de Buenos Aires. Mantuvo una reunión en Puerto Madero cuando  triunfó Macri en las elecciones presidenciales con jueces  y fiscales, entre ellos Carlos Stornelli, fiscal y jefe de Seguridad de Boca, Raúl Pleé, Gerardo Pollicita, Ariel Lijo, Marcelo Martínez de Giorgi y Julián Ercolini. Según un libro publicado en 2016 Angelici en diferentes reuniones habría coordinado personalmente la apertura de causas judiciales y procesamientos contra Cristina Fernández de Kirchner y varios de sus exministros a través de los fiscales Pollicita y Germán Moldes con la venía de los jueces más cercanos a Angelici entre ellos Ercolini cuya esposa María Julia Kenny fue contratada como Jefa de Prensa de Gabriela Michetti, Lijo, Casanello, Mahíques y Bonadio.

## Política
Angelici se afilió a la Unión Cívica Radical en 1982, siempre militando en el sector liderado de Enrique "Coti" Nosiglia. Fue delegado de la Juventud Radical en el Comité de la ciudad de Buenos Aires y ante el Comité Nacional de la UCR. En esta última posición fue él quien dio un voto decisivo en 1995 para que Rodolfo Terragno lograra llegar a la presidencia del Comité Nacional de la Unión Cívica Radical. Sin abandonar la UCR, au amistad con Mauricio Macri lo llevó a trabajar también en las filas del PRO, con un gran grupo de radicales que lo acompañó. En 2011, dentro del radicalismo de la ciudad de Buenos Aires, fundó PROA (Propuesta Radical para Otra Argentina) con el fin de lograr un acercamiento con el PRO de Macri.
Angelici ha llegado a liderar una corriente interna de la UCR conocida como angelicismo, cuyos integrantes han obtenido diversos cargos de importancia, como Orlando Yans, Christian Gribaudo, Soledad Martínez, Eduardo Barragán, Daniel Lipovetzky, Ariel Álvarez Palma, Diego Weck y Martín Ocampo, el intendente de Pergamino Javier Martínez, o Juan Pablo Baylac.
Para las elecciones de legisladores de la ciudad de buenos aires 2021, logró que sus dos candidatos resultaran elegidos (Ines Parry y Gustavo Mola).
| Legisladores porteños        | Legisladores porteños              | Legisladores porteños | Legisladores porteños | Legisladores porteños | Legisladores porteños |
| ---------------------------- | ---------------------------------- | --------------------- | --------------------- | --------------------- | --------------------- |
| Bloque                       | Bloque                             | Diputado              | Inicio                | Final                 |                       |
|                              | Legisladores porteños angelicistas |                       |                       |                       |                       |
| Oscar Zago (PRO)             | 10/12/2005                         | 10/12/2013            |                       |                       |                       |
| Enzo Luis Pagani (PRO)       | 10/12/2007                         | 10/12/2015            |                       |                       |                       |
| Raquel Herrero (UCR)         | 10/12/2011                         | 10/12/2015            |                       |                       |                       |
| Ariel Álvarez Palma (UCR)    | 10/12/2017                         | 10/12/2021            |                       |                       |                       |
| Martin Ocampo (UCR)          | 10/12/2019                         | 10/12/2023            |                       |                       |                       |
| Diego Weck (UCR)             | 10/12/2019                         | 10/12/2023            |                       |                       |                       |
| Ines Parry (UCR)             | 10/12/2021                         |                       |                       |                       |                       |
| Gustavo Mola (UCR)           | 10/12/2021                         |                       |                       |                       |                       |
| Maria Fernanda Mollard (UCR) | 10/12/2023                         |                       |                       |                       |                       |
| Francisco Loupias (UCR)      | 10/12/2023                         |                       |                       |                       |                       |
| Aldana Crucitta (UCR)        | 10/12/2023                         |                       |                       |                       |                       |

| Diputados provinciales  | Diputados provinciales                    | Diputados provinciales | Diputados provinciales | Diputados provinciales | Diputados provinciales |
| ----------------------- | ----------------------------------------- | ---------------------- | ---------------------- | ---------------------- | ---------------------- |
| Bloque                  | Bloque                                    | Diputado               | Inicio                 | Final                  | Distrito               |
|                         | Diputados provinciales BS.AS angelicistas |                        |                        |                        |                        |
| Orlando Yans            | 10/12/2013                                | 10/12/2017             | 2da Sección Electoral  |                        |                        |
| Eduardo Barragán (UCR)  | 10/12/2015                                | 10/12/2019             | 7.ª Sección Electoral  |                        |                        |
| Daniel Lipovetzky (PRO) | 10/12/2019                                |                        | 7.ª Sección Electoral  |                        |                        |

| Diputados nacionales     | Diputados nacionales              | Diputados nacionales | Diputados nacionales      | Diputados nacionales | Diputados nacionales |
| ------------------------ | --------------------------------- | -------------------- | ------------------------- | -------------------- | -------------------- |
| Bloque                   | Bloque                            | Diputado             | Inicio                    | Final                | distrito             |
|                          | Diputados nacionales angelicistas |                      |                           |                      |                      |
| Christian Gribaudo (PRO) | 10/12/2007                        | 10/12/2011           | Provincia de Buenos Aires |                      |                      |
| Soledad Martínez (PRO)   | 10/12/2009                        | 10/12/2017           | Provincia de Buenos Aires |                      |                      |
| Christian Gribaudo       | 10/12/2013                        | 10/12/2015           | Provincia de Buenos Aires |                      |                      |
| Marcelo D'Alessandro     | 10/12/2013                        | 10/12/2017           | Provincia de Buenos Aires |                      |                      |
| Daniel Lipovetzky (PRO)  | 10/12/2015                        | 10/12/2019           | Ciudad de Buenos Aires    |                      |                      |

### Alianza UCR Angelici-Nosiglia
En 2017 Angelici formó una alianza con Nosiglia. Ambos se aseguraron el control en conjunto de la UCR porteña, que quedó encabezada por dirigentes alineados con ambos: Guillemo de Maya (extesorero en la gestión anterior),Carlos Macchi, cercano a Nosiglia, y al exdiputado Rafael Pascual como vicepresidente. Por el Nosiglismo fueron elegidos Delegados del Comité Nacional el mismo Nosiglia, Rafael Pascual, y  Sandra Ruiz y Carlos Bernadou por el sector de Angelici, dejando afuera al espacio de Facundo Suárez Lastra y Jesús Rodríguez (político).
En las peleas por las comunas 1, 9, 13, 14 y 4, la alianza ganó, aunque en la 4 Angelici presentó boleta propia, encabezada por el dirigente Diego Barroveno. Allí cayó ante Víctor Hugo Salazar, del sector de Rafael Pascual, que fue con la lista de Yacobitti y Nosiglia. Se trató de una derrota simbólica importante para Angelici, porque perdió en el barrio del club que presidía, aunque en las demás festejó por ser parte de la alianza que derrotó a Facundo Suárez Lastra.   

### 2018-2021
En agosto de 2018, Angelici dio a conocer que después de su presidencia en Boca le gustaría presidir la UCR de la ciudad de Buenos Aires. Tres meses después, en noviembre, presentó unas diez mil fichas de afiliación al centenario partido.

#### Radicales por Argentina
El 31 de mayo de 2019, Angelici, junto a Martín Ocampo, lanzaron una nueva agrupación de la UCR porteña para respaldar la coalición con Cambiemos. Ésta nueva línea interna se llamaría RA (Radicales por Argentina). Angelici aseguró que habían presentando 15 mil nuevas afiliaciones en la capital y que querían conducir los destinos de la UCR en la Ciudad. Además, explicó que el nombre de la nueva corriente sería Radicales por Argentina en alusión a la vieja RA, como forma de volver a las bases y de defender a los que menos tienen.
El 26 de diciembre, en la fiesta de fin de año de su agrupación, Radicales por Argentina realizado en Vita, un boliche de Palermo Soho, Angelici ratificó su intención de ir por la presidencia del radicalismo porteño: 

“Terminamos un año duro por las derrotas en la elección nacional y en Boca. Pero tenemos que prepararnos para ir en marzo por el partido”
Daniel Angelici

 Angelici se abstuvo de hacer una bajada de línea más extensa para no incomodar a invitados de otras líneas internas como el diputado nacional Emiliano Yacobitti. Para dar pelea en el partido, el expresidente de Boca contó con el Martín Ocampo (exministro de Seguridad porteño) y José Palmiotti, dueño del emblemático bar La Perla en Caminito.
En la interna de la UCR porteña, 21 de marzo de 2021, Radicales por Argentina de Angelici se presentó para disputarle la conducción del radicalismo al Coti Nosiglia en aquella interna Angelici logró el 41% de los votos logrando 53 delegados a la convención de la ciudad, mientras que Nosiglia logró el 49% de los votos obteniendo la mayoría de los delegados (71) y el otro 10% (11 delegados) lo obtuvo el sector de Facundo Suarez Lastra y Jesús Rodríguez.Aunque El Tano fue derrotado dio una gran batalla logrando victorias en las siguientes comunas: José Palmiotti ganó en las comunas 4 logrando desplazar al histórico, Victor Hugo Salazar (fiel soldado de Nosiglia),Comuna 7 Raquel Herrero le ganó a Pablo Calabro y en la Comuna 8, Antonio Ammannato ganó a Marcela Larrosa. Aun con estas victorias no le alcanzó a Angelici para lograr los delegados necesarios para llegar a ser elegido presidente del radicalismo.
| Comuna    | Radicales por Argentina (Daniel Angelici) | Evolución (Enrique Nosiglia) |
| --------- | ----------------------------------------- | ---------------------------- |
| Comuna 1  | 42,7% Gabriel Santagata                   | 57,3% Rubén Veiga            |
| Comuna 2  | 41,4% Sebastián De Stefano                | 58,6% Pedro Calvo            |
| Comuna 3  | Lista de Unidad                           | Lista de Unidad              |
| Comuna 4  | 51,2% José Palmiotti                      | 48,8% Victor Hugo Salazar    |
| Comuna 5  | 35,8% Marcelo Gentile                     | 36,8% Leandro Couto Dondi    |
| Comuna 6  | 33,9% Martin Ocampo                       | 44,5% Luciana Alonso         |
| Comuna 7  | 47,5% Raquel Herrero                      | 42,1% Pablo Calabro          |
| Comuna 8  | 57,3% Antonio Ammannato                   | 42,7% Marcela Larrosa        |
| Comuna 9  | 25,91% Mariano Camps                      | 58,36% Pablo Doti            |
| Comuna 10 | 41,01% Agustín Ferrari                    | 58,99% Juan Manuel Oro       |
| Comuna 11 | 33,92% María Bevacqua                     | 46,74% Carlos Macchi         |
| Comuna 12 | 15,35% Mira Buonomano                     | 52,12% Leopoldo Gaitán       |
| Comuna 13 | 44,94% Gustavo Vivo                       | 55,06% Hernán Rossi          |
| Comuna 14 | 38,18% Ines Parry                         | 61,82% Alejandra Garcia      |
| Comuna 15 | 30,05% Gustavo Remestvensky               | 38,27% Matías Ruiz           |

#### 2021-actualidad
El día 9 de noviembre se armo una lista de unidad de delegados nacionales de la UCR capital para el Comité Nacional que sería encabezado por el senador nacional Martin Lousteau(Evolución) ,María Fernanda Mollard (Radicales por Argentina,Angelicismo),Daniel Angelici(Radicales por Argentina) y María Cristina Geninnazzi (Evolución)
El 17 de diciembre de 2021 es elegido Gerardo Morales como presidente del Comité Nacional de la Unión Cívica Radical y Angelici ocuparía la cuarta secretaria de las 15 que tiene el comité.
El 30 de octubre de 2022, Angelici desafía al expresidente Mauricio Macri (PRO) quien apoya a su primo Jorge Macri para el cargo de jefe de gobierno porteño diciéndole que el senador nacional y vicepresidente del Comité Nacional radical,Martín Lousteau es la mejor opción para aquel cargo.
En 2024 no hubo internas partidarias ya que hubo acuerdo entre el sector de Angelici (Radicales por Argentina) y Lousteau (Evolución) donde la presidencia sería para Martín Ocampo (hombre del Tano) y la secretaria general para Emiliano Yacobitti (hombre de Lousteau).

### ElAngelicismose aleja del bloque Vamos Juntos y se une al bloque UCR Evolución 2019-actualidad
El 10 de diciembre los tres legisladores radicales porteños (Martín Ocampo, Ariel Álvarez Palma y Diego Weck), que responden a Angelici, decidieron sumarse al bloque de la UCR-Evolución que responde a Martín Lousteau. Esto fue mal visto por el bloque de Vamos Juntos. La mayoría creía que los tres legisladores formarían un bloque propio, pero el macrismo y sus aliados no esperaban que se fueran directamente con Lousteau.  
Ante la negativa oficial de que Ocampo fuera el jefe del bloque de Vamos Juntos, el angelicismo se enojó y decidió irse con Evolución. “Ahora, si quieren que acompañemos una ley van a tener que venir a negociar, se acabó lo que se daba, nosotros estamos en otro bloque”, dijo el diputado.
| Bloque Evolución                    | Bloque Evolución                   | Bloque Evolución | Bloque Evolución | Bloque Evolución | Bloque Evolución |
| ----------------------------------- | ---------------------------------- | ---------------- | ---------------- | ---------------- | ---------------- |
| Bloque                              | Bloque                             | Diputado         | Inicio           | Final            |                  |
|                                     | UCR- legisladores angelicistas (5) |                  |                  |                  |                  |
| Ariel Álvarez Palma (Angelicismo)   | 10/12/2017                         | 10/12/2021       |                  |                  |                  |
| Martin Ocampo (Angelicismo)         | 10/12/2019                         | 10/12/2023       |                  |                  |                  |
| Diego Weck (Angelicismo)            | 10/12/2019                         | 10/12/2023       |                  |                  |                  |
| Ines Parry (Angelicismo)            | 10/12/2021                         |                  |                  |                  |                  |
| Gustavo Mola (Angelicismo)          | 10/12/2021                         |                  |                  |                  |                  |
| Maria Fernanda Mollard Angelicismo) | 10/12/2023                         |                  |                  |                  |                  |
| Francisco Loupias (Angelicismo)     | 10/12/2023                         |                  |                  |                  |                  |
| Aldana Crucitta (Angelicismo)       | 10/12/2023                         |                  |                  |                  |                  |

| Interbloque Evolución               | Interbloque Evolución  | Interbloque Evolución | Interbloque Evolución | Interbloque Evolución | Interbloque Evolución |
| ----------------------------------- | ---------------------- | --------------------- | --------------------- | --------------------- | --------------------- |
| Bloque                              | Bloque                 | Diputado              | Inicio                | Final                 |                       |
|                                     | UCR-Evolución (8)      |                       |                       |                       |                       |
| María Inés Gorbea (Pte del Bloque)  | 10/12/2017             | 10/12/2021            |                       |                       |                       |
| Juan Francisco Nosiglia             | 10/12/2013             | 10/12/2021            |                       |                       |                       |
| Leandro Ernesto Halperin            | 15/3/2018              | 10/12/2021            |                       |                       |                       |
| Marcelo Alejandro Guouman           | 10/12/2015             | 10/12/2023            |                       |                       |                       |
| María Patricia Vischi               | 10/12/2015             | 10/12/2023            |                       |                       |                       |
| Manuela Thourte                     | 10/12/2019             |                       |                       |                       |                       |
| Lucio Lapeña                        | 10/12/2021             |                       |                       |                       |                       |
| Guillermo Suárez                    | 10/12/2023             |                       |                       |                       |                       |
| Ariel Álvarez Palma (Angelicismo)   | 10/12/2017             | 10/12/2021            |                       |                       |                       |
| Martin Ocampo (Angelicismo)         | 10/12/2019             | 10/12/2023            |                       |                       |                       |
| Diego Weck (Angelicismo)            | 10/12/2019             | 10/12/2023            |                       |                       |                       |
| Ines Parry (Angelicismo)            | 10/12/2021             |                       |                       |                       |                       |
| Gustavo Mola (Angelicismo)          | 10/12/2021             |                       |                       |                       |                       |
| Maria Fernanda Mollard Angelicismo) | 10/12/2023             |                       |                       |                       |                       |
| Francisco Loupias (Angelicismo)     | 10/12/2023             |                       |                       |                       |                       |
| Aldana Crucitta (Angelicismo)       | 10/12/2023             |                       |                       |                       |                       |
|                                     | Partido Socialista (1) |                       |                       |                       |                       |
| Hernán Ariel Arce                   | 10/12/2017             | 10/12/2021            |                       |                       |                       |
| Roy Cortina                         | 10/12/2015             | 10/12/2023            |                       |                       |                       |
| Jessica Barreto                     | 10/12/2021             |                       |                       |                       |                       |

#### Gabinete de Larreta
El 4 de enero de 2022, se supo que el hijo del Coti Nosiglia no sería subsecretario de deportes de la ciudad, lo cual rompió la alianza con Nosiglia; en su lugar, un hombre que responde a Angelici ocuparía ese lugar, Carlos "Chapa" Retegui (ex-DT de Las Leonas).
Angelici aun espera que Larreta anuncie al ex viceministro del interior de Fernando De la Rúa, Lautaro García Batallán que milita en sus filas para que asuma la Secretaria de Ambiente de la ciudad.

## Libros
(2016) El Tano: quien es Daniel Angelici. Ignacio Damiani y Julián Maradeo.